# Brad Stone (Journalist)

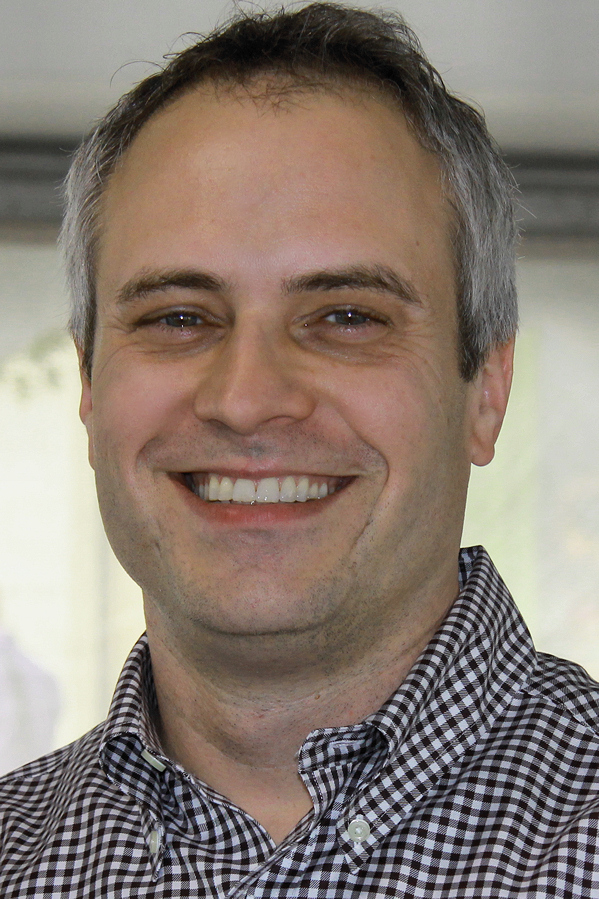
Brad Stone (2013)

Brad Stone (* 1971 in den USA) ist ein US-amerikanischer Journalist und Autor.

## Leben
Stone wuchs mit seinem Zwillingsbruder in einem Vorort von Cleveland, Ohio auf und schloss in Cleveland 1989 die University School ab. Seinen Abschluss an der Columbia University in New York City machte er 1993. In den Folgejahren arbeitete er für The New York Times und verfasste Artikel über Firmen wie Apple, Google, Facebook, Yahoo und Amazon. Er war auch mit Artikeln im Newsweek Magazine präsent. Seit 2013 ist er im Büro von Bloomberg Businessweek in San Francisco in Kalifornien tätig. Außerdem ist er ein häufiger Gast in der täglichen Fernsehsendung Bloomberg West und spricht dort über die neuen Technologien, Firmen und Entwicklungen in diesem Themenkreis.
Stone hat drei Bücher veröffentlicht, von welchen zwei auch in deutscher Sprache erschienen sind.

## Veröffentlichungen
- Gearheads. The Turbulent Rise of Robotic Sports. Simon & Schuster, New York City 2003, ISBN 0-743229517.
- The Everything Store: Jeff Bezos and the Age of Amazon. Little, Brown & Co, New York City 2013, ISBN 978-0-316219266.
  - Der Allesverkäufer: Jeff Bezos und das Imperium von Amazon. Campus Verlag, Frankfurt am Main/New York City 2013, ISBN 978-3-59339-816-7.
- The Upstarts: How Uber, Airbnb and the Killer Companies of the New Silicon Valley are Changing the World. Little, Brown & Co, New York City 2017, ISBN 978-0-593076354.
  - Die Sharing-Economy: Teile und herrsche: Wie Uber und AirBnB ganze Industrien umkrempeln. Plassen Verlag, Kulmbach 2017, ISBN 978-3-864704918.